# Платонов Микола Платонович
Платонов Микола Платонович (справжнє прізвище Слуцький; 13 грудня 1902, Канів — 8 жовтня 1968, Новосибірськ) — український радянський оперний співак (тенор).

## З життєпису
Був молодшою дитиною в родині православного священика Платона Слуцького. До початку співочої кар'єри вивчився на ветеринара.
Професійно вокалу навчався ймовірно з 1921 року у Олени Муравйової, викладача Київського музично-драматичного інституту імені М. В. Лисенка, яка готувала також з 1920 року солістів опери в Київській консерваторії. Одним з найвідоміших учнів Муравйової був Іван Козловський, який залишив про неї компліментарні спогади.

За свідченням учениці Платонова Галини Зайцевої, «Микола Платонович знав секрети старої італійської вокальної школи, яку він успадкував від О. О. Муравйової, і конкретно показував, як нею володіти».
В період навчання у Муравйової Микола Слуцький міг познайомитися з майбутніми дивами київської опери Оксаною Петрусенко та Зоєю Гайдай, яка згодом стала дружиною Миколи Платонова. Галина Зайцева зі слів самого Платонова розповідала, що Гайдай займалася голосом з Муравйовою до самої її смерті в 1939 році, а після продовжила займатися голосом з чоловіком, «так як вона абсолютно не могла співати без стороннього» вуха "".
У першій половині 1920-х років Микола Слуцький брав участь в концертах української хорової капели «Думка». «Думка» гастролювала по всьому СРСР, і на одному з гастрольних виступів молодого співака зауважив Костянтин Станіславський, який запросив Слуцького в свою Оперну студію в Москві.
Відразу після приїзду Слуцький був введений у виставу «Євгеній Онєгін» на роль Ленського. У роботі над партією Ленського йому допомагав Леонід Собінов.

Перед своєю прем'єрою він побачив на афіші вистави замість свого прізвища прізвище Платонов. Засмучений своїм відстороненням від вистави, він звернувся до Станіславського, який обмежився коротким поясненням: "Коля! У Києві кожен другий швець — Слуцький. Тому відтепер ти будеш Платоновим ". Де-факто Слуцький отримав від Станіславського довічний псевдонім. У 1926 році Станіславський приступив до репетицій нової вистави «Царська наречена», але Микола Платонов отримав в ній роль тільки в третьому складі.
У музичному фільмі «Наталка Полтавка» 1936 року режисера Івана Кавалерідзе за п'єсою Івана Котляревського зіграв одну з головних ролей — роль Петра.
У 1937 році зробив найбільш ранній відомий запис українського романсу «Ніч яка місячна» з акомпанементом Оскара Сандлера (фортепіано), Л. Розенфельда (скрипка) та В. Хотинського (віолончель). Грамплатівка з записом романсу була випущена Ногінським заводом грамплатівок з етикеткою українською мовою.
З початком Другої світової війни на території СРСР Академічний театр опери та балету УРСР імені Т. Г. Шевченка було евакуйовано до Уфи, де Зоя Гайдай і Микола Платонов перший час жили на квартирі у солістки Башкирського державного театру опери та балету Бану Валєєвої.